# یواس‌اس نلی جکسون (اس‌پی-۱۴۵۹)
یواس‌اس نلی جکسون (اس‌پی-۱۴۵۹) (به انگلیسی: USS Nellie Jackson (SP-1459)) یک کشتی بود که طول آن ۵۵ فوت (۱۷ متر) بود. این کشتی در سال ۱۸۹۶ ساخته شد.